# George Bancroft
George Bancroft (ur. 3 października 1800 w Worcester, zm. 17 stycznia 1891 w Waszyngtonie) – amerykański polityk, historyk i dyplomata.
Kształcił się w Phillips Academy, na Harvardzie, w uniwersytetach w Heidelbergu, Getyndze i Berlinie. Po powrocie pracował bez sukcesów jako pastor, następnie na Harvardzie. Nie odnalazłszy tam swojego miejsca, założył z Josephem Cogswellem nowoczesną szkołę średnią Round Hill School.
Ze względu na swoje poglądy skłaniał się ku Partii Demokratycznej, mimo pochodzenia z rodziny wigowskiej; pod wpływem krewnych i powinowatych zrezygnował z miejsca w stanowej legislaturze oraz nominacji na sekretarza stanu Massachusetts. Jego pierwszym poważnym stanowiskiem była pozycja nadzorcy urzędu podatkowego w Bostonie, na którą mianował go prezydent Martin Van Buren.
W 1845 prezydent James Polk mianował go sekretarzem marynarki, które to stanowisko pełnił do 1846, pod koniec pełniąc także przez miesiąc obowiązki sekretarza wojny. Jako sekretarz marynarki ustanowił Akademię Marynarki Wojennej w Annopolis. W latach 1846–1849 pracował jako poseł w Londynie, a w latach 1868–1874 był ambasadorem amerykańskim w Berlinie, gdzie wynegocjował istotne umowy dotyczące naturalizacji i podwójnego obywatelstwa (tzw. umowy Bancrofta).
Jako historyk był zapalonym kolekcjonerem dokumentów; zgromadził i przywiózł wielką kolekcję kopii brytyjskich archiwów dotyczących historii Stanów Zjednoczonych. W swoich pracach dbał o przedstawienie i ocenę postaci w ich własnym kontekście oraz starannie odróżniał użycie źródeł pierwotnych i wtórnych, aczkolwiek ze względów stylistycznych często skracał cytaty i starał się bardziej, by celnie przedstawić wydarzenie, niż katalogować fakty. W 1875 otrzymał Pour le Mérite za Naukę i Sztukę

## Główne dzieła
- Bancroft, George. History of the United States of America, from the Discovery of the American Continent. Boston: Little, Brown, and Co. Wiele wydań w 8 lub 10 tomach w latach 1854–1878.
- Bancroft, George i Dyer, Oliver History of the Battle of Lake Erie, and Miscellaneous Papers. New York: R. Bonner’s sons, 1891
- Bancroft, George. Martin Van Buren to the End of His Public Career. New York: Harper & Brothers, 1889
- Bancroft, George. History of the Formation of the Constitution of the United States of America.New York: D. Appleton and Company, 1882

## Upamiętnienie
Imię George’a Bancrofta nosiły okręty:
- USCS „Bancroft” – szkuner United States Survey of the Coast (później przekształcone w U.S. National Geodetic Survey)
- USS „Bancroft” – kanonierka Marynarki Wojennej Stanów Zjednoczonych
- USS „Bancroft” (DD-256)(inne języki) - niszczyciel typu Clemson
- USS „George Bancroft” (SSBN-643) (okręt podwodny typu Benjamin Franklin)